# Randy Donny
Vous pouvez aider à l'améliorer ou bien discuter des problèmes sur sa page de discussion.
- Certaines informations devraient être mieux reliées aux sources mentionnées dans la bibliographie ou les liens externes. Améliorez sa vérifiabilité en les associant par des références. (Marqué depuis juin 2022)
- Son texte doit être wikifié : il ne correspond pas à la mise en forme Wikipédia (style, typographie, liens internes, liens entre les wikis, etc.). (Marqué depuis juin 2022)
- Les conventions bibliographiques ne sont pas respectées. La bibliographie et les liens externes sont à corriger. (Marqué depuis juin 2022)

Randy Donny, né le 19 avril 1968 à Toamasina (Madagascar) est un journaliste, historien et écrivain malgache.
Il est notamment connu comme l'animateur principal de l'émission B-louuh, un morning show qui allie information, divertissement et humour.

## Biographie

### Enfance et formation
Randy Donny naît le 19 avril 1968 à Toamasina, Madagascar.
Après avoir obtenu son bac, il entre à l'École Normale Supérieure d'Antananarivo.

### Carrière
En 1985, à 17 ans, il publie son premier article journalistique au quotidien Midi Madagasikara. Parallèlement à ses études, il continuera de publier des articles de presse dans différents journaux.
En 1996, il est embauché à L'Express de Madagascar où il se fera surtout connaître par "Rock News", une rubrique hebdomadaire consacrée au rock. Il deviendra ainsi président de Stone Press, l'association des journalistes er animateurs malgaches spécialisés dans le rock. Entre 1998 et 2000, Stone Press organisait le festival "Big Rock" dont les recettes finançaient les awards du rock malgache.
Mais il n'écrivait pas que sur le rock. Il abordait tous les sujets et la qualité de ses reportages lui vaut une bourse de l'Union Européenne pour suivre une formation de la Fondation Journalistes en Europe, sise rue du Faubourg Montmartre, à Paris (2000 - 2001).
Randy Donny est le correspondant à Madagascar de Reporters sans frontières depuis 2001.
En 2004, il quitte L'Express de Madagascar pour rejoindre Les Nouvelles où il devient rédacteur en chef, tout en contribuant au retour du quotidien Le Courrier de Madagascar (2005).
En 2007, il quitte Les Nouvelles, à la suite de divergences d'idées, et pendant quelques années s'occupe en écrivant des livres entre deux missions en tant que consultant en communication et journaliste indépendant.
En 2010, après avoir été responsable de la filière Communication et Journalisme au sein de l'Ecole Supérieure Spécialisée du Vakinankaratra (ESSVA), basé à Antsirabe, il revient à ses premiers amours pour co-fonder le journal L'Observateur, à l'origine un journal satyrique et d'investigation. En tant qu'actionnaire, il entre dans le cercle des patrons de presse.
Randy Donny commence sa carrière à la radio en septembre 2012. En compagnie d'une bande de chroniqueurs et d'humoriste, il sera le principal animateur sur radio Tana, B-louuh, qui sera consacrée meilleure matinale radio de l'année.
En avril 2013, il fait ses débuts à la télévision lorsque B-louuh sera diffusée simultanément sur RTA.
À la suite des difficultés financières de RTA, B-louuh s'arrête brusquement le 7 février 2015. Randy Donny rejoint alors UTV où, avec une partie de son équipe, il continuera d'animer une matinale, Positive Jiaby, rebaptisée plus tard Istawak, de mars à novembre 2015. Après un an de stand-by, UTV elle-même est rebaptisée SkyOne en octobre 2016. Randy Donny y anime une émission de talk-show hebdomadaire, Face à face, où il reçoit des personnalités de tous horizons.
En mars 2016, il est élu représentant des journalistes malgaches au sein du Haut conseil pour la défense de la démocratie et de l'État de droit (HCDDED), une institution prévue par la constitution malgache de 2010.
Après avoir été membre de différents cabinets ministériels, Randy Donny est membre du Haut conseil pour la défense de la démocratie et de l'État de droit (HCDDED), lequel est opérationnel depuis avril 2018. Il en est le Rapporteur Général.
Chaque matin, de 6 h 30 à 9 heures, la matinale B-Louuh (littéralement « Grosse tête ») est le rendez-vous incontournable de ceux qui ont envie de se réveiller plus intelligents qu’ils ne se sont couchés. Rien n’est interdit, aucun sujet de tabou, comme l’indique le slogan « Fandaharana tsy manara-penitra » : l’émission qui ne respecte pas les normes. Les téléspectateurs interviennent en direct par téléphone et peuvent critiquer qui ils veulent, raison pour laquelle le plateau de B-Louuh s’appelle Kianjan’ny demokrasia (place de la démocratie). Plus d'un millier d'invités se sont succéder sur le plateau en trois ans.
En janvier 2020, Randy Donny a sorti un recueil de ses poèmes écrits durant sa jeunesse, "Fonoka sy kalo".
Randy Donny est également écrivain, auteur de plusieurs  livres dont un sur le groupe Mahaleo et une biographie du chanteur Jaojoby Eusèbe.
Parmi ses œuvres collectifs figure une contribution sur l'historique de la caricature et du dessin de presse à Madagascar dans "La caricature et le dessin de presse en Afrique", paru chez L'Harmattan.
Le 13 octobre 2022, Randy Donny publie un nouvel ouvrage, « Teôrian’ny Tandrimo (Ireo diso fito momba ny fampandrosoana an’i Madagasikara) » - Théorie de la toupie, les sept erreurs sur le développement de Madagascar. Il y développe ce qu’il considère comme des erreurs dans les prises de décisions concernant l’avenir de Madagascar. 

## Politique
Parmi les domaines de compétence du HCDDED, il a fait son cheval de bataille du respect de l'éthique et milite contre les litiges fonciers[style trop lyrique ou dithyrambique].

## Autre activités

### Musique
Auteur-compositeur, Randy Donny a enregistré différents titres dont "Revy sy Vola ary Rock'n Roll", devenu l'hymne des rockers malgaches et a sorti "Vero", dédié aux victimes des attentats au Bataclan, à Paris, en 2015.

### Cinéma
En 2006, il réalise son premier film, "Bus Non-stop", sélectionné à la première édition du festival Rencontres des films courts (RFC), à Antananarivo et projeté au Festival international de l'île de Groix lors d'une édition consacrée à Madagascar.
La même année, il coréalise en compagnie des autres participants du RFC "L'Eclosion", à la suite d'un atelier animé par Pierre Bongiovanni.
En 2013, il a été invité à intervenir à la table ronde qui a réuni professionnels et organismes étatiques concernés par le cinéma malgache lors du VIIIe RFC, à l'Institut Français de Madagascar, à Antananarivo.

### Danse
De 2000 à 2004, il fait partie de l'académie international du jury des Nijinsky awards, les Oscars de la danse, à Monaco.

## Journalisme

### Presse écrite
- 1985-1996 : Différents articles dans Midi Madagasikara, Vaovao, Madagascar Tribune, MadaJournal, Akon'ny Aro
- 1996-2004 : L'Express de Madagascar
- 2004-2007 : Les Nouvelles et Le Courrier de Madagascar
- 2006-2010 : Echos de l'Himo
- 2010-2012 : L'Observateur
- 2018 : Demokrasia

### Émissions de radio et télévision
- 2012-2015 : B-louuh
- 2015-2016 : Positive Jiaby/istawak
- 2016 : Face à face

### Personnel
- La Saga Mahaleo, 2007
- Jaojoby Eusèbe, du rhythm and blues au salegy, 2008
- Fonoka sy kalo, 2020

### Collectif
- Tana Cultures 2000, guide d'une capitale, 2000
- Madagascar 2002, les hommes de pouvoir, le guide permanent, 2002
- 45 ans de passion aux couleurs malgaches, 2007
- La caricature et le dessin de presse en Afrique, 2009

## Filmographie

### Cinéma
- 2006 : Bus Non Stop, réalisateur.
- 2006 : L'éclosion, co-réalisation.

### Clip
- 2012 : Revy Vola ary Rock'n Roll : auteur-compositeur, réalisation
- 2015 : Vero : auteur-compositeur, réalisation

## Palmarès et récompenses
- 1995 : 2e prix rédaction, concours Ministère de la Population.
- 2012 : meilleure matinale radio